# Сверхпроводящие квантовые вычисления
Сверхпроводящие квантовые вычисления — раздел твердотельных квантовых вычислений, в котором сверхпроводящие электронные схемы реализуются с использованием сверхпроводящих кубитов в качестве искусственных атомов или квантовых точек. Для сверхпроводящих кубитов двумя логическими состояниями являются основное состояние и возбужденное состояние, обозначаемые {\displaystyle |g\rangle {\text{ and }}|e\rangle } соответственно. Исследования в области сверхпроводящих квантовых вычислений проводятся такими компаниями, как Google, IBM, IMEC, BBN Technologies, Rigetti и Intel. Многие недавно разработанные квантовые процессоры используют сверхпроводящую архитектуру.

## Общие сведения
Классические вычислительные модели опираются на физические реализации, соответствующие законам классической механики. Классические описания точны только для систем, состоящих из относительно большого числа атомов. Более общее описание природы дает квантовая механика. Квантовые вычисления изучают явления, выходящие за рамки классической модели, используя данные квантовой обработки информации. Существуют различные модели квантовых вычислений, но наиболее популярные модели включают концепции кубитов и квантовых вентилей (или сверхпроводящих квантовых вычислений на основе вентилей).
Теория и физическая реализация квантовых схем существенно различаются. Реализация квантовой схемы должна соответствовать критериям ДиВинченцо.

### Кубиты
Кубит — это обобщение бита (системы с двумя возможными состояниями), способное занимать квантовую суперпозицию обоих состояний. С другой стороны, квантовый вентиль является обобщением логического вентиля, описывающего преобразование одного или нескольких кубитов после применения вентиля с учётом их начального состояния. Физическая реализация кубитов и вентилей сложна по той же причине, по которой квантовые явления трудно наблюдать в повседневной жизни, учитывая масштабы, в которых они происходят. Одним из подходов к созданию квантовых компьютеров является использование сверхпроводников, в которых квантовые эффекты можно наблюдать на макроскопическом уровне, хотя и за счет чрезвычайно низких рабочих температур .

### Сверхпроводники
В отличие от обычных проводников, сверхпроводники обладают критической температурой, при которой удельное сопротивление падает практически до нуля, а проводимость резко увеличивается. В сверхпроводниках основными носителями заряда являются пары электронов (известные как куперовские пары), а не отдельные фермионы, как в типичных проводниках. Куперовские пары слабо связаны и имеют энергетическое состояние ниже энергии Ферми. Электроны, образующие куперовские пары, обладают равными и противоположными импульсом и спином, так что общий спин куперовской пары представляет собой целое число. Следовательно, куперовские пары — это бозоны. Два сверхпроводника, которые использовались в моделях сверхпроводящих кубитов, — это ниобий и тантал, оба сверхпроводники d-зоны.

#### Конденсаты Бозе-Эйнштейна
После охлаждения почти до абсолютного нуля группа бозонов переходит в свое квантовое состояние с самой низкой энергией (основное состояние), образуя состояние материи, известное как конденсат Бозе-Эйнштейна. В отличие от фермионов, бозоны могут занимать один и тот же квантовый уровень энергии (или квантовое состояние) и не подчиняются принципу исключения Паули. Классически конденсат Бозе-Эйнштейна можно представить как множество частиц, занимающих одно и то же положение в пространстве и имеющих одинаковый импульс. Поскольку силы взаимодействия между бозонами сведены к минимуму, конденсат Бозе-Эйнштейна эффективно действует как сверхпроводник. Таким образом, сверхпроводники нашли применение в квантовых вычислениях, поскольку они обладают как почти бесконечной проводимостью, так и близким к нулю сопротивлением. Таким образом, сверхпроводник имеет двойное преимущество перед обычным проводником: в теории сверхпроводники могут передавать сигналы практически мгновенно и работать бесконечно без потерь энергии. Перспектива создания сверхпроводящих квантовых компьютеров становится все более многообещающей, учитывая недавнюю разработку Лаборатории холодного атома, расположенной в открытом космосе, где конденсаты Бозе-Эйнштейна достигаются легче и поддерживаются (без быстрого рассеивания) в течение более длительных периодов времени без ограничений, налагаемых гравитацией.

### Электрические цепи
В каждой точке сверхпроводящей сети волновая функция конденсата, описывающая поток заряда, хорошо определяется некоторой комплексной амплитудой вероятности. В типичных электрических цепях это же описание справедливо для отдельных носителей заряда, за исключением того, что различные волновые функции усредняются при макроскопическом анализе, что делает невозможным наблюдение квантовых эффектов. Для проектирования и измерения макроскопических квантовых эффектов используется конденсатная волновая функция. Подобно дискретным уровням атомной энергии в модели Бора, только дискретное число квантов магнитного потока может проникнуть через сверхпроводящий контур. В обоих случаях квантование является результатом непрерывности комплексной амплитуды.
Чтобы получить описание электрической цепи в рамках квантовой теории, необходимо выполнить несколько шагов. Во-первых, все электрические элементы должны описываться амплитудой и фазой волновой функции конденсата, а не макроскопическими описаниями тока и напряжения, используемыми для классических цепей. Второе требование заключается в том, что обобщенные законы цепи Кирхгофа применяются в каждом узле сети цепи для получения уравнений движения системы. Наконец, эти уравнения движения необходимо переформулировать в механику Лагранжа таким образом, чтобы получить квантовый гамильтониан, описывающий полную энергию системы.

## Технологии

### Производство
Сверхпроводящие квантовые вычислительные устройства обычно проектируются в радиочастотном спектре, охлаждаются в рефрижераторах растворения ниже 15мК и адресуются с помощью обычных электронных приборов, например, синтезаторов частот и анализаторов спектра. Типичные размеры лежат в диапазоне микрометров с субмикрометровым разрешением, что позволяет легко проектировать гамильтонову систему с использованием хорошо зарекомендовавшей себя технологии интегральных схем. Изготовление сверхпроводящих кубитов осуществляется с помощью процесса, включающего литографию, осаждение металла, травление и контролируемое окисление. Производители продолжают улучшать срок службы сверхпроводящих кубитов и добились значительных улучшений с начала 2000-х годов : 4 .

### Джозефсоновские переходы
Отличительной особенностью сверхпроводящих квантовых цепей является использование джозефсоновских переходов. Джозефсоновские переходы — это электрический элемент, который не существует в обычных проводниках. Электрическое соединение представляет собой слабое соединение между двумя выводами провода (в данном случае сверхпроводящего провода) по обе стороны тонкого слоя изоляционного материала толщиной всего в несколько атомов, обычно реализуемое с использованием метода теневого испарения (напыления). Полученное соединение демонстрирует эффект Джозефсона, при котором переход создает сверхток (на илл.). При этом волновые функции конденсата по обе стороны перехода слабо коррелируют, что означает, что они могут иметь различные сверхпроводящие фазы. Это свойство нелинейности контрастирует с непрерывным сверхпроводящим проводом, для которого волновая функция на стыке должна быть непрерывной. Прохождение тока через переход происходит за счет квантового туннелирования, при котором ток мгновенно «туннелируется» с одной стороны перехода на другую. Это явление туннелирования уникально для квантовых систем. Таким образом, квантовое туннелирование используется для создания нелинейной индуктивности, необходимой для проектирования кубитов, поскольку оно позволяет проектировать анагармонические осцилляторы, для которых уровни энергии дискретизированы (или квантованы) с неравномерным расстоянием между уровнями энергии, обозначаемым {\displaystyle \Delta E}. Напротив, квантовый гармонический осциллятор не может быть использован в качестве кубита, поскольку невозможно обратиться только к двум его состояниям, учитывая, что расстояние между каждым энергетическим уровнем и следующим абсолютно одинаково.

## Архетипы кубита
Три основных архетипа сверхпроводящих кубитов — это фазовый, зарядовый и потоковый кубиты. Существует множество промежуточных архетипов, включая флюксониум, трансмон Xmon и квантрониум. Для любой реализации кубита логические квантовые состояния {\displaystyle \{|0\rangle ,|1\rangle \}} отображаются в различные состояния физической системы (обычно в дискретные уровни энергии или их квантовые суперпозиции). Каждый из трех архетипов обладает различным диапазоном соотношения энергии Джозефсона к энергии зарядки. Энергия Джозефсона относится к энергии, запасенной в переходах Джозефсона при прохождении тока, а энергия заряда — это энергия, необходимая для того, чтобы одна куперовская пара зарядила общую емкость перехода. Энергию Джозефсона можно записать как
{\displaystyle U_{j}=-{\frac {I_{0}\Phi _{0}}{2\pi }}\cos \delta } ,
где:
— {\displaystyle I_{0}} критический параметр тока джозефсоновского перехода,
— {\displaystyle \Phi _{0}={\frac {h}{2e}}} является (сверхпроводящим) квантовым потоком, и {\displaystyle \delta } это разность фаз на переходе. Обратите внимание, что член {\displaystyle cos\delta } указывает на нелинейность перехода Джозефсона.
Энергия заряда записывается как:
{\displaystyle E_{C}={\frac {e^{2}}{2C}}} ,

### Фазовый кубит
Фазовый кубит обладает джозефсоновским отношением энергии к заряду порядка {\displaystyle 10^{6}}. Для фазовых кубитов уровни энергии соответствуют различным амплитудам колебаний квантового заряда в джозефсоновском переходе, где заряд и фаза аналогичны импульсу и положению соответственно, как и в случае квантового гармонического осциллятора .

### Потоковый кубит
Потоковый кубит (также известный как кубит с постоянным током) обладает отношением энергии Джозефсона к зарядной энергии порядка {\displaystyle 10}. Для потоковых кубитов уровни энергии соответствуют различным целым числам квантов магнитного потока, захваченных в сверхпроводящем кольце.

## Отдельные кубиты
Энергетический зазор в ГГц между энергетическими уровнями сверхпроводящего кубита определяется с учётом совместимости с имеющимся электронным оборудованием из-за терагерцового зазора (отсутствия оборудования в более высоком диапазоне частот). Энергетическая зазор сверхпроводника подразумевает верхний предел работы ниже ~1 ТГц, за пределами которого куперовские пары разрушаются, поэтому разделение уровней энергии не может быть слишком большим. С другой стороны, разделение уровней энергии не может быть слишком малым из-за соображений охлаждения: температура 1 K подразумевает колебания энергии (energy fluctuations) в 20 ГГц. Температуры в десятки милликельвинов достигаются в рефрижераторах растворения и позволяют кубиту работать при температуре ~5  ГГц разделения уровней энергии.

## Связывание кубитов
Возможность связывания кубитов имеет важное значение для реализации 2-кубитных вентилей. Связывание двух кубитов может быть достигнуто путем подключения их обоих к промежуточной электрической цепи связи. Схема может быть как фиксированным элементом (например, конденсатором), так и управляемым (например, DC-SQUID). В первом случае развязка кубитов во время выключения затвора достигается путем настройки кубитов из резонанса друг с другом, что делает энергетические зазоры между их вычислительными состояниями разными. Этот подход по своей сути ограничен связью ближайших соседей, поскольку между соединёнными кубитами должна быть проложена физическая электрическая цепь. Примечательно, что технология связи ближайших соседей D-Wave Systems позволяет достичь высокосвязанной элементарной ячейки из 8 кубитов в конфигурации графа Chimera. Квантовые алгоритмы обычно требуют связи между произвольными кубитами. Следовательно, необходимы множественные операции обмена, что ограничивает возможную продолжительность квантовых вычислений до декогерентизации процессора.

### Квантовая шина
Другой метод соединения двух или более кубитов — с помощью квантовой шины путем объединения кубитов с этим промежуточным звеном. Квантовая шина часто реализуется как микроволновая полость, смоделированная квантовым гармоническим осциллятором. Связанные кубиты могут входить и выходить из резонанса с шиной и друг с другом, устраняя ограничение ближайшего соседа. Формализм, описывающий связь, — это квантовая электродинамика полости. В рамках этой модели кубиты аналогичны атомам, взаимодействующим с оптической фотонной полостью с разницей в ГГц (а не в терагерцовом режиме электромагнитного излучения). Резонансный обмен возбуждением между этими искусственными атомами потенциально полезен для прямой реализации многокубитных вентилей. Следуя модели темного состояния, схема Хазали-Мёльмера выполняет сложные многокубитные операции за один шаг.

## Считывание кубита
Существуют механизмы считывания или измерения, специфичные для архитектуры. Состояние потокового кубита часто считывается с помощью регулируемого DC -SQUID- магнитометра. Состояния также можно измерить с помощью электрометра. Более общая схема считывания включает связь с микроволновым резонатором, где резонансная частота резонатора дисперсионно смещается состоянием кубита.

## Критерии ДиВинченцо
Критерии ДиВинченцо представляют собой список требований, предъявляемых к физической системе, способной реализовать логический кубит. Критериям ДиВинченцо удовлетворяет реализация сверхпроводящих квантовых вычислений. Большая часть текущих разработок в области сверхпроводящих квантовых вычислений направлена на достижение взаимосвязей, управления и считывания в 3-м измерении с помощью дополнительных литографических слоев. Список критериев ДиВинченцо для физической системы, реализующей логический кубит, удовлетворяет реализации сверхпроводящих кубитов. Хотя изначально предложенные критерии ДиВинченцо состоят из пяти критериев, необходимых для физической реализации квантового компьютера, более полный список состоит из семи критериев, поскольку он учитывает связь по компьютерной сети, способной передавать квантовую информацию между компьютерами, известную как «квантовый интернет». Таким образом, первые пять критериев гарантируют успешность квантовых вычислений, а последние два критерия допускают квантовую коммуникацию.

## Трудности
Одной из основных проблем сверхпроводящих квантовых вычислений являются чрезвычайно низкие температуры, при которых существуют сверхпроводники, подобные конденсатам Бозе-Эйнштейна. Другими основными проблемами при проектировании сверхпроводящего кубита являются формирование потенциальной ямы и выбор массы частицы таким образом, чтобы разделение энергии между двумя конкретными энергетическими уровнями было уникальным и отличалось от всех других межуровневых разделений энергии в системе, поскольку эти два уровня используются как логические состояния кубита.
Сверхпроводящие квантовые вычисления также должны смягчать квантовый шум — нарушения работы системы, вызванные её взаимодействием с окружающей средой, а также т. н. утечки — потерю информации в окружающую среду. Одним из способов уменьшения утечки является использование измерений паритета Другая стратегия заключается в использовании кубитов с большой ангармоничностью. Многие современные проблемы, с которыми сталкиваются сверхпроводящие квантовые вычисления, лежат в области микроволновой техники. По мере того, как сверхпроводящие квантовые вычисления приближаются к более масштабным устройствам, исследователи сталкиваются с трудностями в когерентности кубитов, масштабируемом программном обеспечении для калибровки, эффективном определении надежности квантовых состояний по всему чипу, а также точности кубитов и вентилей Более того, сверхпроводящие квантовые вычислительные устройства должны быть надежно воспроизводимыми во все больших масштабах, чтобы они были совместимы с этими усовершенствованиями.

## История
Сверхпроводящие кубиты привлекли к себе внимание во второй половине 1990-х годов, когда стало очевидным квантовое туннелирование через джозефсоновские переходы. В 1999 году, Ясунобу Накамура опубликовал статью, в которой была представлена первоначальная конструкция сверхпроводящего кубита, который теперь известен как «зарядовый кубит». Это основная точка отсчета, на которой основывались последующие разработки. Дальнейшее усовершенствование этого первоначального прорыва привело к изобретению фазового и потокового кубита, а впоследствии и к появлению трансмонового кубита, который в настоящее время широко и в основном используется в сверхпроводящих квантовых вычислениях. Трансмоновый кубит имеет улучшенную конструкцию и дополнительно смягчает шум заряда от кубита.

## Будущее
Именно сверхпроводящий квантовый компьютер устанавливает для всех квантовых компьютеров планку вычислительной мощности. Ведущие компании отрасли, такие как Google и IBM, используют сверхпроводящие квантовые вычисления и трансмоновые кубиты для достижения прорыва в области квантовых вычислений.
IBM опубликовала дорожную карту, которую она разработала для своих квантовых компьютеров, включающую также сверхпроводящие и трансмоновые кубиты.
2021: 127-кубитный процессор IBM
2022: 9 ноября IBM анонсировала 433-кубитный процессор «Osprey».
2023: план выпуска 1121 кубитного квантового процессора Condor.
2024: план выпуска 1386+ кубитного процессора Flamingo.
2025: план выпуска 4158+ кубитного процессора Kookaburra.
2026 и далее: план выпуска квантового процессора, масштабируемого от 10 000 до 100 000 кубитов.
В 2016 году Google реализовала 16 кубитов для демонстрации модели Ферми-Хаббарда. В другом эксперименте Google использовала 17 кубитов для оптимизации модели Шеррингтона-Киркпатрика. Компания создала квантовый компьютер Sycamore, который за 200 секунд выполнил задачу, на которую на классическом компьютере ушло бы 10 000 лет.
В 2019 г. Google объявила о создании сверхпроводящего квантового процессора Sycamore.